# Claire Tomalin

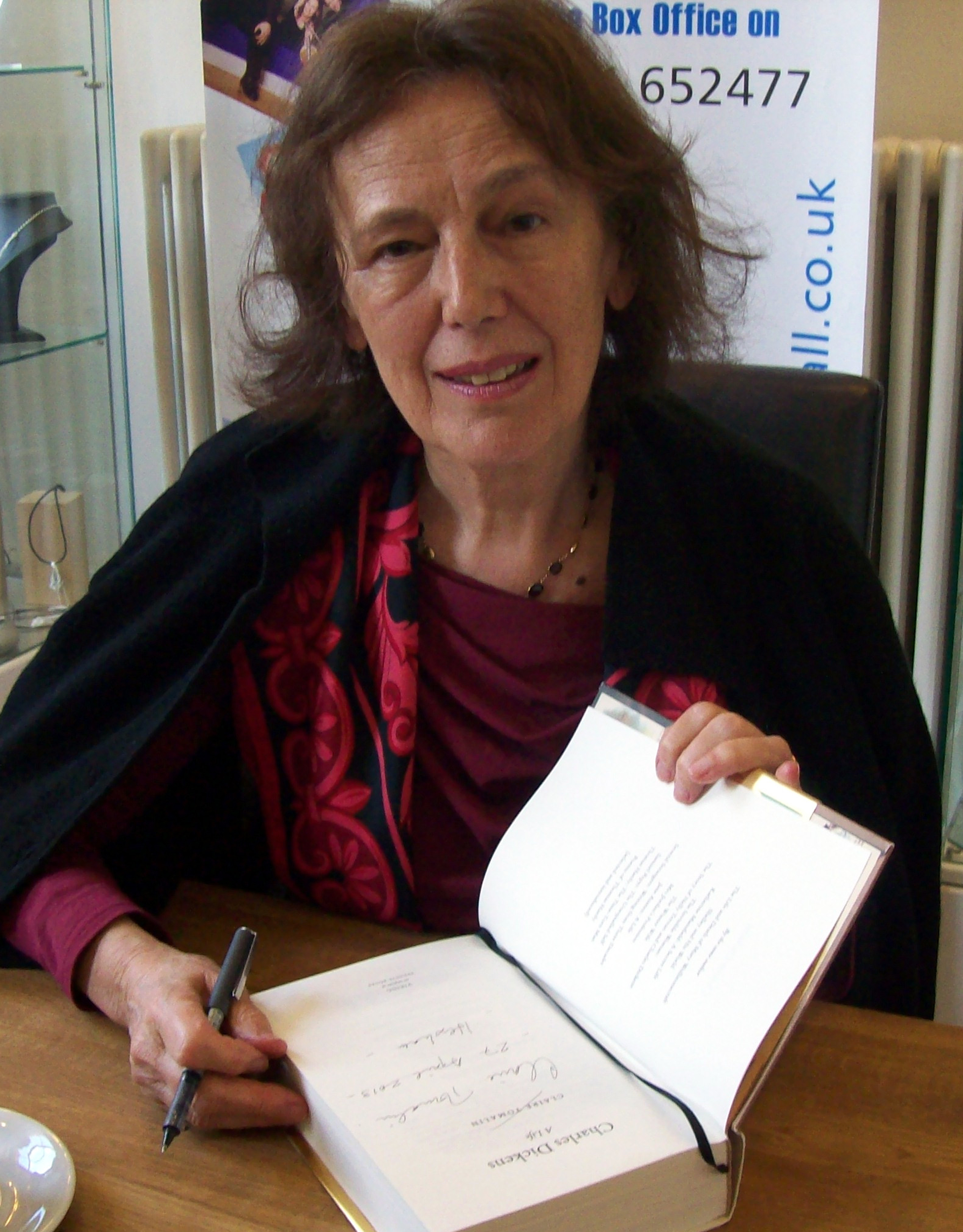
Claire Tomalin

Claire Tomalin FRSL (Geburtsname Claire Delavenay; * 20. Juni 1933 in London) ist eine britische Schriftstellerin, die vor allem durch ihre umfassenden Biografien von Mary Wollstonecraft, Katherine Mansfield, Jane Austen, Charles Dickens und Samuel Pepys bekannt wurde und unter anderem mit dem Whitbread Book Award und dem Hawthornden-Preis geehrt wurde.

## Leben
Nach dem Schulbesuch studierte sie am Newnham College der University of Cambridge und war danach Mitarbeiterin bei den Verlagen Heinemann, Hutchinson und Cape, worauf sie als Journalistin arbeitete und Literaturkritikern bei der Wochenzeitung New Statesman und The Sunday Times war.
Für ihr schriftstellerisches Debüt, die Biografie The Life and Death of Mary Wollstonecraft (1974) wurde sie 1974 mit dem Whitbread Book Award für das beste Erstlingswerk ausgezeichnet. Für ihre Darstellung der Beziehung von Charles Dickens zur Schauspielerin Nelly Ternan, The Invisible Woman: The Story of Nelly Ternan and Charles Dickens (1990), erhielt sie sowohl den James Tait Black Memorial Prize, den NCR Book Award für das beste Sachbuch sowie 1991 den Hawthornden-Preis. 1991 erschien ihr Theaterstück The Winter Wife, das auf ihrer Biografie von Katherine Mansfield basierte.
1994 folgte mit Mrs. Jordan's Profession. The story of a great actress and a future King eine Biografie der Schauspielerin Dorothea Jordan, einer langjährigen Mätresse von König Wilhelm IV. Ende der 1990er Jahre veröffentlichte sie unter dem Titel Maurice, or the Fisher's Cot (1998) ein bis dahin verschollenes Manuskript von Mary Shelley, dem 1999 Several Strangers: Writing from Three Decades folgte, eine Sammlung von Buchrezensionen und journalistischen Artikeln.
Ihre Biografie von Samuel Pepys mit dem Titel Samuel Pepys. The Unequalled Self (2002), die zugleich eine Biografie von Pepys’ Ehefrau Elisabeth Pepys ist und den Großen Brand von London Anfang September 1666 darstellt, wurde nicht nur mit dem Samuel Pepys-Award ausgezeichnet, sondern auch Buch des Jahres 2002 beim Whitbread Book Award. Die 2006 unter dem Titel Thomas Hardy: The Time-Torn Man erschienene Biografie von Thomas Hardy wurde für den Preis der Biografie des Jahres der British Book Awards nominiert. Dann veröffentlichte sie mit The Poems of Thomas Hardy (2007) und The Poems of John Milton (2008) zwei Gedichtbände. Im Jahr 2011 erschien ihre Biografie über Charles Dickens.
Claire Tomalin engagiert sich außerdem als Trustee der National Portrait Gallery in London sowie des Wordsworth Trust. Daneben ist sie Fellow der Royal Society of Literature und Vizepräsidentin des P.E.N.-Zentrums von Großbritannien. Seit 2012 ist sie Mitglied der American Philosophical Society.
Claire Tomalin, die in London lebt, war in erster Ehe mit dem während des Jom-Kippur-Krieges am 17. Oktober 1973 ums Leben gekommenen Journalisten Nicholas Tomalin verheiratet und lebt seit 1993 in zweiter Ehe mit dem Dramatiker und Romanautor Michael Frayn zusammen.

## Weitere Veröffentlichungen
- Shelley and His World, 1980
- Parents and Children, 1981
- Katherine Mansfield: A Secret Life, 1987
- Jane Austen: A Life, 1997

in deutscher Sprache
- Katherine Mansfield: Eine Lebensgeschichte, Originaltitel Katherine Mansfield: A Secret Life, 1990, ISBN 3-458-16076-0

## Verfilmungen
- 2013: The Invisible Woman von Ralph Fiennes